# Turniej o Brązowy Kask 2009
Turniej o Brązowy Kask 2009 – zawody żużlowe, organizowane przez Polski Związek Motorowy dla zawodników do 19. roku życia. W sezonie 2009 rozegrano dwa turnieje półfinałowe oraz finał, w którym zwyciężył Maciej Janowski.

## Finał
- Wrocław, 11 września 2009
- Sędzia: Marek Smyła

| Msc. | Zawodnik            | Klub                  | Pkt   |                |  |
| ---- | ------------------- | --------------------- | ----- | -------------- |  |
| 1    | Maciej Janowski     | WTS Wrocław           | 15    | (3,3,3,3,3)    |  |
| 2    | Patryk Dudek        | Falubaz Zielona Góra  | 13 +3 | (3,2,3,2,3)    |  |
| 3    | Łukasz Sówka        | KM Ostrów Wlkp.       | 13 +2 | (3,3,2,3,2)    |  |
| 4    | Sławomir Musielak   | Unia Leszno           | 12    | (2,3,3,1,3)    |  |
| 5    | Emil Pulczyński     | KS Toruń              | 9     | (2,0,2,3,2)    |  |
| 6    | Paweł Zmarzlik      | Stal Gorzów Wlkp.     | 8     | (0,3,1,3,1)    |  |
| 7    | Damian Sperz        | Wybrzeże Gdańsk       | 8     | (3,2,u,1,2)    |  |
| 8    | Dawid Lampart       | Stal Rzeszów          | 7     | (1,2,w,2,2)    |  |
| 9    | Łukasz Cyran        | Stal Gorzów Wlkp.     | 6     | (2,1,u,2,1)    |  |
| 10   | Kamil Pulczyński    | KS Toruń              | 5     | (2,d,0,u,3)    |  |
| 11   | Kacper Gomólski     | Start Gniezno         | 5     | (1,1,1,1,1)    |  |
| 12   | Damian Adamczak     | Polonia Bydgoszcz     | 3     | (0,2,0,0,1)    |  |
| 13   | Jakub Jamróg        | Unia Tarnów           | 2     | (1,1,w,–,–)    |  |
| 14   | Mariusz Konsek      | Orzeł Łódź            | 1     | (1,0,u,w,–)    |  |
| 15   | Szymon Woźniak      | Polonia Bydgoszcz     | 0     | (0,u/ns,–,–,–) |  |
| 16   | Mateusz Chochliński | Włókniarz Częstochowa | 0     | (d,w,–,–,–)    |  |
|      | rez. Mikołaj Curyło | Polonia Bydgoszcz     | 2     | (2,t,d,t,w)    |  |

Bieg po biegu:
1. Janowski, Musielak, Jamróg, Woźniak
2. Sówka, Cyran, Konsek, Adamczak
3. Dudek, E.Pulczyński, Lampart, Zmarzlik
4. Sperz, K.Pulczyński, Gomólski, Chochliński (d/3)
5. Janowski, Lampart, Gomólski, Konsek
6. Sówka, Sperz, Jamróg, E.Pulczyński
7. Zmarzlik, Adamczak, Woźniak (w/2min.), Chochliński (w/u)
8. Musielak, Dudek, Cyran, K.Pulczyński (d)
9. Janowski, Sówka, Zmarzlik, K.Pulczyński
10. Dudek, Curyło, Konsek (u), Jamróg (w/u)
11. Cyran (u), Sperz (w/u), Curyło (u), Lampart (w/u)
12. Musielak, E.Pulczyński, Gomólski, Adamczak
13. Janowski, Dudek, Sperz, Adamaczk
14. Zmarzlik, Cyran, Gomólski
15. E.Pulczyński, K.Pulczyński (u), Konsek (w/u), Curyło (t)
16. Sówka, Lampart, Musielak, Curyło (d)
17. Janowski, E.Pulczyński, Cyran
18. K.Pulczyński, Lampart, Adamczak
19. Dudek, Sówka, Gomólski, Curyło (w/2min.)
20. Musielak, Sperz, Zmarzlik, Konsek (w/2min.)
21. Bieg o 2. miejsce: Dudek, Sówka